# Teclistamab
Teclistamab ist ein Arzneistoff aus der Gruppe der bispezifischen monoklonalen Antikörper. Unter dem Namen Tecvayli (Hersteller: Janssen-Cilag) wurde er im August 2022 in der EU zugelassen zur Behandlung des fortgeschrittenen multiplen Myeloms – einer seltenen Krebserkrankung des blutbildenden Systems –, das auf andere Behandlungen nicht anspricht.

## Eigenschaften

Schematische Darstellung des bispezifischen monoklonalen anti-CD3E (CD3 epsilon), anti-TNFRSF17 (tumor necrosis factor receptor superfamily, member 17) Antikörpers Teclistamab

Teclistamab ist ein chimärer bispezifischer monoklonaler Antikörper vom Typ IgG4λ (Immunglobulin G4λ). Er bindet gleichzeitig sowohl an das B-Zell-Reifungsantigen (B-cell maturation antigen, BCMA, bzw. tumor necrosis factor receptor superfamily, member 17, TNFRSF17) auf der Oberfläche von Myelomzellen als auch an das CD3-Antigen auf T-Zellen. Die T-Zellen gehören zum Immunsystem und sind für die Zerstörung abnormaler Zellen verantwortlich. Teclistamab bringt die Myelomzellen in Kontakt mit T-Zellen, was bewirkt, dass die Myelomzellen abgetötet werden.
Teclistamab wird rekombinant in einer genetisch modifizierten Subklonvariante der Ovarialzelllinie des Chinesischen Zwerghamsters (CHO-Zellen) hergestellt, die das Genexpressionssystem der Glutaminsynthetase (GS) („GS-CHO-Expressionssystem“) verwendet (CHO-K1-SV). Die Proteinkomponente von Teclistamab ist mit fucosylierten komplexen bi-antennären Glykanen glykosyliert.

## Medizinische Verwendung

### Anwendungsgebiet
Die Zulassung in der EU erstreckt sich auf die Behandlung von erwachsenen Patienten mit rezidiviertem und refraktärem multiplem Myelom, die mindestens drei frühere Therapien erhalten haben – darunter ein immunmodulatorisches Mittel, ein Proteasom-Inhibitor und ein Anti-CD38-Antikörper – und deren Krebs sich seit der letzten Behandlung verschlimmert hat.
In der USA erteilte die amerikanische Zulassungsbehörde FDA im Oktober 2022 die Zulassung für die Fünftlinientherapie. Aufgrund der Risikos für ein Auftreten eines Zytokin-Freisetzungssyndroms (CRS) und der neurologischen Toxizität (einschließlich dem Immuneffektorzell-assoziierten Neurotoxizitätssyndrom, kurz ICANS), ist Teclistamab in den USA nur im Rahmen des FDA-REMS(Risikobewertungs- und Risikominderungsstrategie)-Programms erhältlich.

### Klinische Prüfung
Der Ausschuss für Humanarzneimittel (CHMP) der europäischen Arzneimittelagentur EMA stützte seine Zulassungsempfehlung auf die Ergebnisse einer multizentrischen, offenen, einarmigen klinische Phase-1/2-Studie. Untersucht wurden die Wirksamkeit und Sicherheit von Tecvayli bei 165 mehrfach vorbehandelten Patienten mit rezidiviertem oder refraktärem multiplem Myelom (mindestens drei frühere Therapien, einschließlich eines immunmodulatorischen Mittels, eines Proteasom-Inhibitors und eines Anti-CD38-Antikörpers; kein Ansprechen auf das letzte Behandlungsschema). 63 Prozent der in die Studie aufgenommenen Patienten sprachen auf die Behandlung mit Teclistamab an und lebten durchschnittlich etwa 18 Monate lang, ohne dass sich ihre Erkrankung verschlimmerte („progressionsfreies Überleben“).

### Unerwünschte Wirkungen
Die häufigsten Nebenwirkungen, die in der klinischen Studie berichtet wurden, waren Hypogammaglobulinämie (erniedrigte Spiegel von Immunglobulinen einhergehend mit erhöhtem Infektionsrisiko), Zytokin-Freisetzungssyndrom (CRS) und Neutropenie (erniedrigte Zahl von Neutrophilen).

## Sonstiges
Teclistamab ist ein Orphan-Arzneimittel.